# Lijst van voetbalinterlands Ethiopië - Tsjaad
Deze lijst van voetbalinterlands is een overzicht van alle officiële voetbalwedstrijden tussen de nationale teams van Ethiopië en Tsjaad. De landen hebben tot op heden twee keer tegen elkaar gespeeld. De eerste wedstrijd, een vriendschappelijke wedstrijd, vond plaats op 28 juli 2002 in Khartoem (Soedan). Het laatste duel, eveneens een vriendschappelijke wedstrijd, werd gespeeld in Addis Abeba op 29 augustus 2010.

## Wedstrijden
| № | Plaats      | Datum            | Competitie        | Wedstrijd         | Uitslag |
| - | ----------- | ---------------- | ----------------- | ----------------- | ------- |
| 1 | Khartoem    | 28 juli 2002     | Vriendschappelijk | Ethiopië − Tsjaad | 2 − 3   |
| 2 | Addis Abeba | 29 augustus 2010 | Vriendschappelijk | Ethiopië − Tsjaad | 1 − 0   |

## Samenvatting
| Competitie        | Totaal gespeeld | Winst Ethiopië | Gelijk | Winst Tsjaad | Doelsaldo Ethiopië – Tsjaad |
| ----------------- | --------------- | -------------- | ------ | ------------ | --------------------------- |
| Vriendschappelijk | 2               | 1              | 0      | 1            | 3 − 3                       |
| Totaal            | 2               | 1              | 0      | 1            | 3 − 3                       |

Wedstrijden bepaald door strafschoppen worden, in lijn met de FIFA, als een gelijkspel gerekend.
EFF · 
A-internationals · 
Ethiopisch vrouwenelftal · Olympisch elftal
1940 – 1949 · 
1950 – 1959 · 
1960 – 1969 · 
1970 – 1979 · 
1980 – 1989 · 
1990 – 1999 · 
2000 – 2009 · 
2010 – 2019 ·
2020 − 2029
Algerije ·
Angola ·
Benin ·
Botswana ·
Burkina Faso ·
Burundi ·
Centraal-Afrikaanse Republiek ·
Comoren ·
Congo-Brazzaville ·
Congo-Kinshasa ·
Djibouti ·
Egypte ·
Ghana ·
Griekenland ·
Guinee ·
Guinee-Bissau ·
Guyana ·
Israël ·
Ivoorkust ·
Jemen ·
Joegoslavië ·
Kaapverdië ·
Kameroen ·
Kenia ·
Lesotho ·
Liberia ·
Libië ·
Madagaskar ·
Malawi ·
Mali ·
Marokko ·
Mauritanië ·
Mauritius ·
Mozambique ·
Namibië ·
Niger ·
Nigeria ·
Oeganda ·
Rwanda ·
Sao Tomé en Principe ·
Senegal ·
Seychellen ·
Sierra Leone ·
Soedan ·
Somalië ·
Tanzania ·
Togo ·
Tsjaad ·
Tunesië ·
Turkije ·
Zambia ·
Zimbabwe ·
Zuid-Afrika ·
Zuid-Jemen ·
Zuid-Soedan
FTF · Tsjadisch vrouwenelftal
Interlands
Tegenstander:
Algerije ·
Angola ·
Bahrein ·
Benin ·
Botswana ·
Centraal-Afrikaanse Republiek ·
Comoren ·
Congo-Brazzaville ·
Congo-Kinshasa ·
Egypte ·
Equatoriaal-Guinea ·
Ethiopië ·
Gabon ·
Gambia ·
Ghana ·
Guinee ·
Ivoorkust ·
Jemen ·
Jordanië ·
Kameroen ·
Liberia ·
Libië ·
Madagaskar ·
Malawi ·
Mali ·
Mauritius ·
Namibië ·
Niger ·
Nigeria ·
Oeganda ·
Sao Tomé en Principe ·
Sierra Leone ·
Soedan ·
Tanzania ·
Togo ·
Tunesië ·
Zambia ·
Zuid-Afrika